# Incident de la kabila d'Anghera
L'incident de la Kabila d'Anyera es va produir el 10 d'agost de 1859, quan membres d'aquesta tribu del Rif, en protesta per la construcció d'un nou fortí prop de l'enclavament espanyol de Ceuta, al nord d'Àfrica, destrueixen part de les obres. Els kabilenys arrenquen de la pedra que marcava el límit del camp, l'escut d'Espanya.

## Conseqüències
Aquest incident, reportat amb indignació pel governador militar de Ceuta, es converteix en un autèntic casus belli per a Espanya, on s'engega una campanya patriòtica demanant que es declari la guerra al Marroc per tal de rentar l'ofensa a l'honor ferit.
Per a finançar la campanya militar que s'albirava, es va endegar una subscripció "popular" per tal de recaptar diners per a pagar les despeses de guerra, on, fins i tot la reina Isabel II va oferir les seves joies.
Finalment, després d'un seguit d'ultimàtums, en mig d'aquest ambient d'exaltació patriòtica, el govern del general Leopoldo O'Donnell declara la guerra al Soldà del Marroc. Espanya atacà les forces marroquines portant a terme operacions militars de certa volada que desembocaren en la batalla de Castillejos, la presa de Tetuan (1860) i la signatura dels tractats de 1860 (Tractat de Pau i d'Amistat entre Espanya i Marroc o de Wad-Ras) i 1861.
Mitjançant aquests tractats, Espanya va obtenir les següents concessions:
- Ampliació dels límits dels enclavaments espanyols al nord d'Africa de Ceuta i Melilla.
- Es concedeix a Espanya el territori de Santa Cruz de Mar Pequeña, o Sidi Ifni, per a instal·lar-hi un establiment pesquer.
- S'imposa al soldà del Marroc una indemnització de 100 milions de francs-or, garantits per l'ocupació espanyola de Tetuan.
- Compromís per part de Soldà del Marroc a signar un tractat comercial i a facilitar l'establiment diplomàtic espanyol a Fes.